# Эльянов, Владимир Вениаминович
Влади́мир Вениами́нович Элья́нов (1951 — 19 октября 2013) — украинский шахматист, международный мастер, заслуженный тренер Украины. По профессии — инженер электротранспорта. Книгоиздатель.
Отец украинского гроссмейстера Павла Эльянова.

## Книги
- Практикум по технике. 1 ступень. Атака и защита. Контрудар. 2011. 978-5-88149-460-5 (в соавторстве с Виктором Березиным)
- Практикум по тактике.1 ступень. Атака и защита. Контрудар. 2013 (серия: Практикум по тактике; в соавторстве с Виктором Березиным)
- Практикум по тактике. 2 ступень. Атака и защита. Контрудар. 2013 (серия: Практикум по тактике; в соавторстве с Виктором Березиным)